# Омелинно
Омели́нно (бел. Амяліна) — деревня в Брестском районе Брестской области Белоруссии. Входит в состав Чернавчицкого сельсовета.

## История
Известна с XIX века как деревня Брестского уезда Гродненской губернии — центр имения, находящегося в государственной собственности. По ревизии 1858 года — 247 ревизских душ.
В 1862 году — деревня Чернавчицкого церковного прихода; в 1870 году относилась к Тюхиничскому сельскому обществу. В 1882 году действовала церковно-приходская школа.
По переписи 1897 года — деревня Турнянской волости, 66 дворов, хлебозапасный магазин.
После Рижского мирного договора — в составе Польши, в гмине Турна Брестского повета Полесского воеводства, 52 двора.
С 1939 года — в составе БССР.
В 1949 году образован колхоз «Искра», который в 1951 году включил в себя колхозы деревень Ивахновичи, Чернавчицы и Зеленец, в 1954 году он также включил в себя колхоз «Советская Армия» с центром в деревне Покры. В 1975 году от колхоза «Искра» отделили овцеводческое хозяйство «Омелинно».

## Население
На 1 января 2018 года насчитывалось 198 жителей в 77 домохозяйствах, из них 36 младше трудоспособного возраста, 124 — в трудоспособном возрасте и 38 — старше трудоспособного возраста.

## Инфраструктура
Имеются магазин, сельский клуб с библиотекой. Действует молочно-товарная ферма ОАО «Чернавчицы», реконструированная в 2012 году.